# (3568) ASCII
(3568) ASCII (1936 UB) – planetoida z pasa głównego asteroid okrążająca Słońce w ciągu 5,57 lat w średniej odległości 3,14 j.a. Odkryła ją Margueritte Laugier 17 października 1936 roku.